# Epizoozia

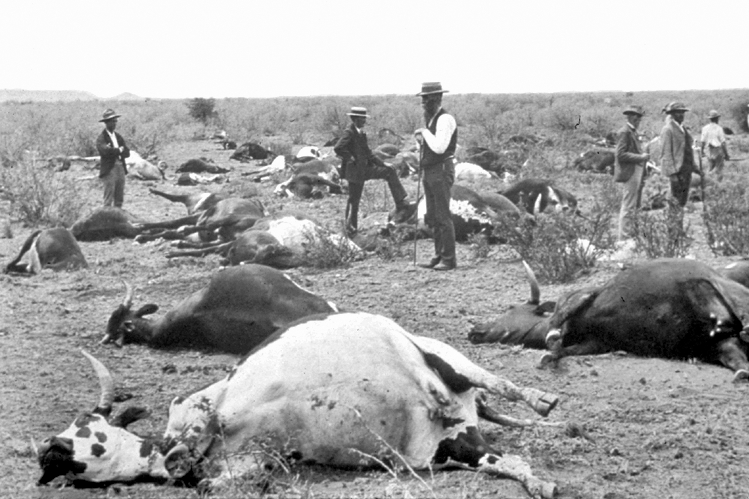
Epizoozia (1896)

L'epizoozia (dal greco: epi, su + zoon, animale) è un evento di diffusione di una malattia in una popolazione animale non umana, analogo a un'epidemia negli esseri umani.  
Un'epizoozia può essere limitata a un luogo specifico (un "focolaio"), generale ("epizootico") o diffuso ("panzootico"). L'elevata densità di popolazione è un importante fattore che contribuisce all'epizoozia. 
La definizione di un'epizoozia può essere soggettiva; si basa sul numero di nuovi casi in una data popolazione animale, durante un dato periodo, e deve essere giudicato un tasso che supera sostanzialmente quello che ci si aspetta in base all'esperienza recente (cioè un forte aumento del tasso di incidenza).
Le malattie comuni che si verificano a un tasso costante, ma relativamente alto nella popolazione, sono definite "enzootiche" (analogamente al significato epidemiologico di endemico per le malattie umane).

## Influenza aviaria ad alta patogenicità (HPAI)
Un esempio di malattia diffusa nella popolazione animale è l'influenza aviaria la cui prima descrizione risale al 1878 nel Nord Italia, quando Perroncito documentò una malattia contagiosa ad alta mortalità nei volatili da cortile. Solo nel 1955, grazie all'identificazione della proteina specifica, si stabilì che il virus responsabile era un virus influenzale di tipo A